# آرویو دو تیگره
آرویو دو تیگره (به پرتغالی: Arroio do Tigre) یک منطقهٔ مسکونی در برزیل است که در ریو گرانده جنوبی واقع شده‌است. آرویو دو تیگره ۳۱۸٫۵۲۴ کیلومتر مربع مساحت و ۱۳٬۴۱۳ نفر جمعیت دارد و ۴۰۹ متر بالاتر از سطح دریا واقع شده‌است.